# Susumu Ohno
Pour les articles homonymes, voir Ohno.
Susumu Ohno (en japonais 大野 乾, おおの すすむ, Ōno Susumu), né le 1er février 1928 et mort le 13 janvier 2000, est un généticien américain d'origine japonaise qui eut une grande influence en évolution moléculaire.

## Biographie
Susumu Ohno est né le 1er février 1928 de parents japonais à Séoul en Corée alors japonaise. Cadet de cinq enfants, il était le fils du ministre de l'Éducation du protectorat japonais de Corée. Sa famille retourna au Japon en 1945 après la guerre. Susumu Ohno épousa Midori Aoyama en 1951. Ils eurent deux fils et une fille.
Sa passion pour les sciences naquit de son amour pour les chevaux. Il obtint son doctorat en science vétérinaire à l'université d'agriculture et de technologie de Tokyo en 1949, puis un second doctorat de l'université d'Hokkaido. En 1951, il travailla en tant que visiteur à l'université de Californie à Los Angeles, puis de 1952 à 1996 au City of Hope Medical Center.

## Contributions scientifiques
Susumu Ohno développa l'hypothèse que la duplication des gènes joue un rôle majeur au cours de l'évolution dans son livre Evolution by Gene Duplication (1970) . Alors que les recherches qui ont suivi cette hypothèse ont confirmé le rôle essentiel de la duplication génique dans l'évolution moléculaire, l'impact du modèle de préservation des gènes dupliqués par un mécanisme de néofunctionnalisation est encore un sujet de recherche intensif. Dans son ouvrage Evolution by Gene Duplication, il proposa que le génome des vertébrés est le résultat d'une ou plusieurs duplications complètes du génome. Cette hypothèse est appelée l'hypothèse 2R ou bien l'hypothèse de Ohno.
En 1956, il découvrit également que le corps de Barr des noyaux de mammifères femelles correspondait au chromosome X condensé.  Finalement, il proposa que les chromosomes X de mammifères sont conservés, hypothèse appelée la loi d'Ohno.